# Sébastien Pan
Sébastien Pan (né le 9 juillet 1984) est un compositeur de musique de film et musicien français.
Il est résident permanent de Nouvelle Zélande depuis 2015.

## Biographie
Né à Montbéliard dans l’est de la France, Sébastien Pan commence sa carrière de compositeur en intégrant Imaginex Studios, un des studios de post-production audio les plus réputés de la région Asie-Pacifique. Il acquerra au sein de ces studios une grande expérience en travaillant sur différents projets, allant de la publicité TV aux longs métrages, en passant par les séries animées.
À côté de la musique qu'il écrit pour différents réalisateurs et films pour le cinéma traditionnel, Sébastien commence une collaboration avec le réalisateur Wang Yunfei en composant la musique originale du film d’animation Yugo & Lala en 2012, aussi connu sous le nom d' Ava & Lala aux USA et Canada, avec notamment les voix de J.K. Simmons (Whiplash, Juno, Kung Fu Panda) et George Takei (Star Trek), ce premier succès sera suivi de Yugo & Lala 2 en 2014 et de Kwai Boo: crazy space adventure en 2015. Ce dernier marque la première collaboration entre un projet de film d’animation chinois et un géant d’Hollywood, 20th Century Fox,.
Sébastien est membre de l'organisation Mensa International.

## Filmographie

### Film
| Année | Film                                        | Réalisateur                | Note                                   |
| ----- | ------------------------------------------- | -------------------------- | -------------------------------------- |
| 2011  | The Beginning To Get Bald                   | Naman Goyal                |                                        |
| 2011  | KL Gangster                                 | Syafiq Yusof               |                                        |
| 2012  | Yugo & Lala (aka Ava & Lala)                | Wang YunFei                |                                        |
| 2013  | KL Zombi                                    | Woo Ming Jin               |                                        |
| 2014  | Abang Long Fadil                            | Syafiq Yusof               |                                        |
| 2014  | Yugo & Lala 2                               | Wang YunFei                |                                        |
| 2014  | Divergente                                  | Neil Burger                | Musiques additionnelles                |
| 2014  | Délivre-nous du mal                         | Scott Derrickson           | Musiques additionnelles                |
| 2015  | Kwai Boo                                    | Wang YunFei                |                                        |
| 2015  | Villa Nabila                                | Syafiq Yusof               |                                        |
| 2015  | Divergente 2 : L'Insurrection               | Robert Schwentke           | Musiques additionnelles                |
| 2015  | The Final Master                            | Haofeng Xu                 | Compositeur - musique de bande-annonce |
| 2015  | Saving Mr. Wu                               | Sheng Din                  | Compositeur - musique de bande-annonce |
| 2016  | Munafik                                     | Syafiq Yusof               |                                        |
| 2016  | Shed Skin Papa                              | Roy Szeto                  | Compositeur - musique de bande-annonce |
| 2016  | Railroad Tigers                             | Sheng Din                  | Compositeur - musique de bande-annonce |
| 2017  | Kung Fu Yoga                                | Stanley Tong               | Compositeur - musique de bande-annonce |
| 2017  | KL Wangan                                   | Pekin Ibrahim              |                                        |
| 2018  | The Prey                                    | Jimmy Henderson            |                                        |
| 2018  | Yugo & Lala 4                               | Wang Yunfei                |                                        |
| 2018  | Blood of Jerusalem                          | Jonathan Zsofi             |                                        |
| 2018  | Munafik 2                                   | Syafiq Yusof               |                                        |
| 2018  | Mortal Engines                              | Christian Rivers           | Musiques additionnelles                |
| 2018  | Solo: A Star Wars Story                     | Ron Howard                 | Musiques additionnelles                |
| 2019  | Annabelle : La Maison du mal                | Gary Dauberman             | Musiques additionnelles                |
| 2019  | Angry Birds : Copains comme cochons         | John Rice                  | Musiques additionnelles                |
| 2019  | Terminator: Dark Fate                       | Tim Miller                 | Musiques additionnelles                |
| 2020  | Terraforma                                  | Drew MacPowell             |                                        |
| 2020  | Spell                                       | Mark Tonderai              |                                        |
| 2021  | Conjuring : Sous l'emprise du Diable        | Michael Chaves             | Musiques additionnelles                |
| 2021  | Midnight Silence                            | Oh-Seun kwon               |                                        |
| 2021  | The 8th Night                               | Kim Tae-Hyung              |                                        |
| 2022  | Doctor Strange in the Multiverse of Madness | Sam Raimi                  | Musiques additionnelles                |
| 2022  | Samouraï Academy                            | Chris Bailey - Rob Minkoff | Musiques additionnelles                |
| 2022  | Luck                                        | Peggy Holmes               | Musiques additionnelles                |
| 2022  | Terreur Sauvage                             | Berkley Brady              |                                        |
| 2022  | The Twin                                    | Taneli Mustonen            |                                        |
| 2023  | Get in the dark                             | Ching Si-Yu                |                                        |
| 2023  | Share?                                      | Ira Rosensweig             |                                        |
| 2023  | Scream 6                                    | Tyler Gillett              | Musiques additionnelles                |
| 2023  | Luise                                       | Matthias Luthardt          |                                        |

### Television
| Année        | Titre                    | Studio(s)           | Notes                                            |
| ------------ | ------------------------ | ------------------- | ------------------------------------------------ |
| 2013–2014    | Ninja Cat, Ichi, Ni, San | Avant Garde Studios | 2 saisons – 52 episodes                          |
| 2015–2016    | Chuck Chicken            | Animasia            | 1 saison – 52 episodes                           |
| 2015–2016    | The Insectibles          | One Animation       | 1 saison – 52 episodes                           |
| 2017–2020    | Chuck Chicken, Power Up  | Animasia            | 2 saisons – 52 episodes                          |
| 2019         | Hard Boiled              | One animation       | Episode pilote                                   |
| 2019–2020    | Antiks                   | One Animation       | 1 saison — 52 episodes                           |
| 2016–Present | Oddbods                  | One Animation       | 6 saisons – 148 episodes                         |
| 2020         | Sweet Home               | Studio Dragon       | 1 saison – 10 episodes (Musiques additionnelles) |
| 2022         | Red Rose                 | Eleven              | 1 saison – 8 episodes (Musiques additionnelles)  |

### Publicités TV
Sebastien a composé la musique d’une soixantaine de publicités TV à l’international, incluant de grandes marques telles que Coca-Cola, Yamaha ou encore Samsung. 
Il a notamment travaillé avec de nombreuses agences de publicités de renom, parmi lesquelles Saatchi and Saatchi, Leo Burnett Worldwide, DDB, the Agency…

### Book Soundtrack
En 2013, il écrit une suite symphonique de 52 minutes basée sur le roman Autre Monde - L'Alliance des Trois de l’écrivain à succès Maxime Chattam, disponible à l’écoute sur Youtube.